# 索爾訥河
47°22′15″N 7°21′40″E / 47.37084°N 7.36102°E

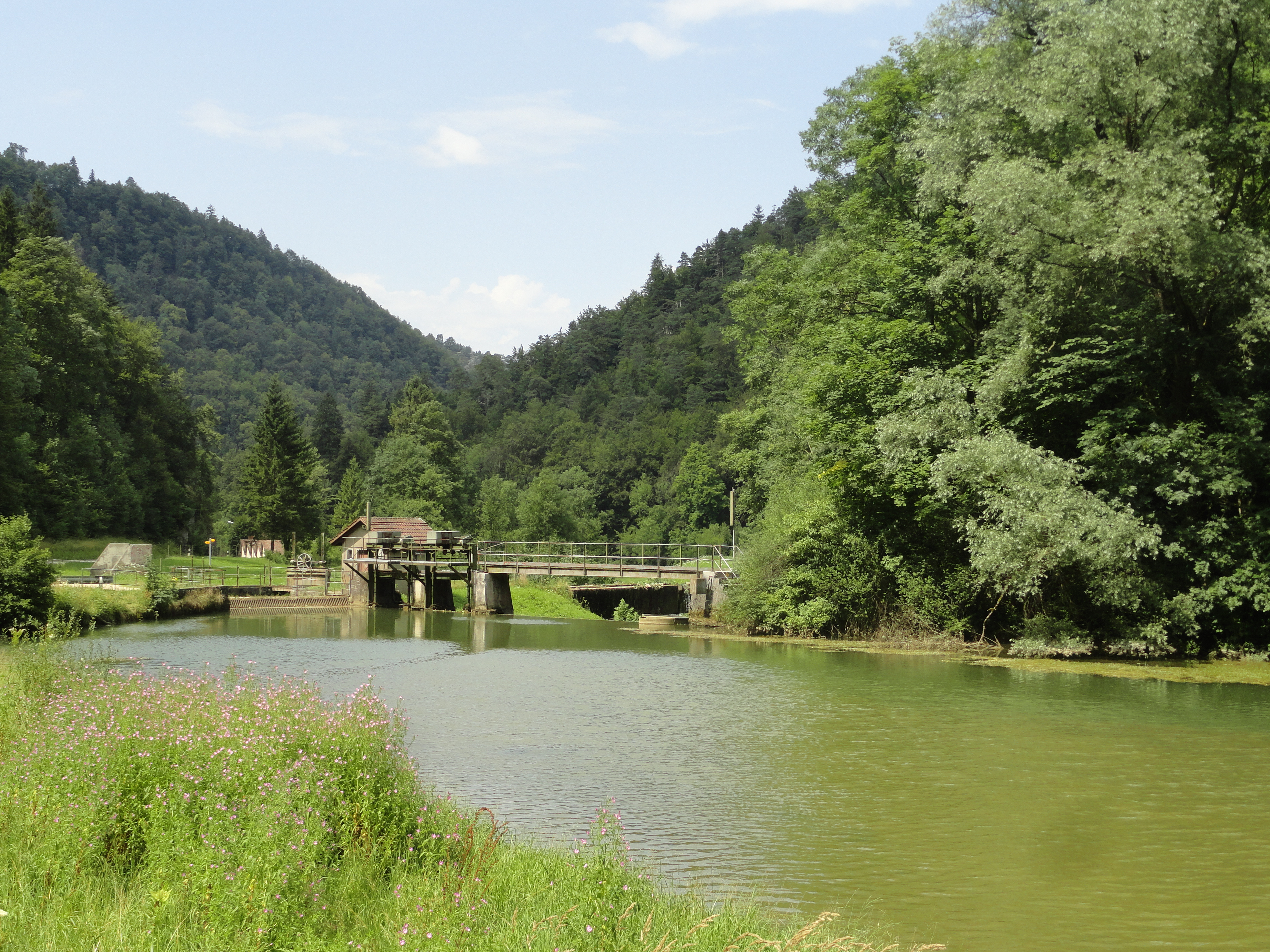

索爾訥河（德語：Sorne）是瑞士的河流，位於該國中西部，流經索洛圖恩州和汝拉州，河道全長31公里，流域面積217.7平方公里，發源自勒熱內韋附近，河口處在德萊蒙東部。